# Судопропускное сооружение С-1

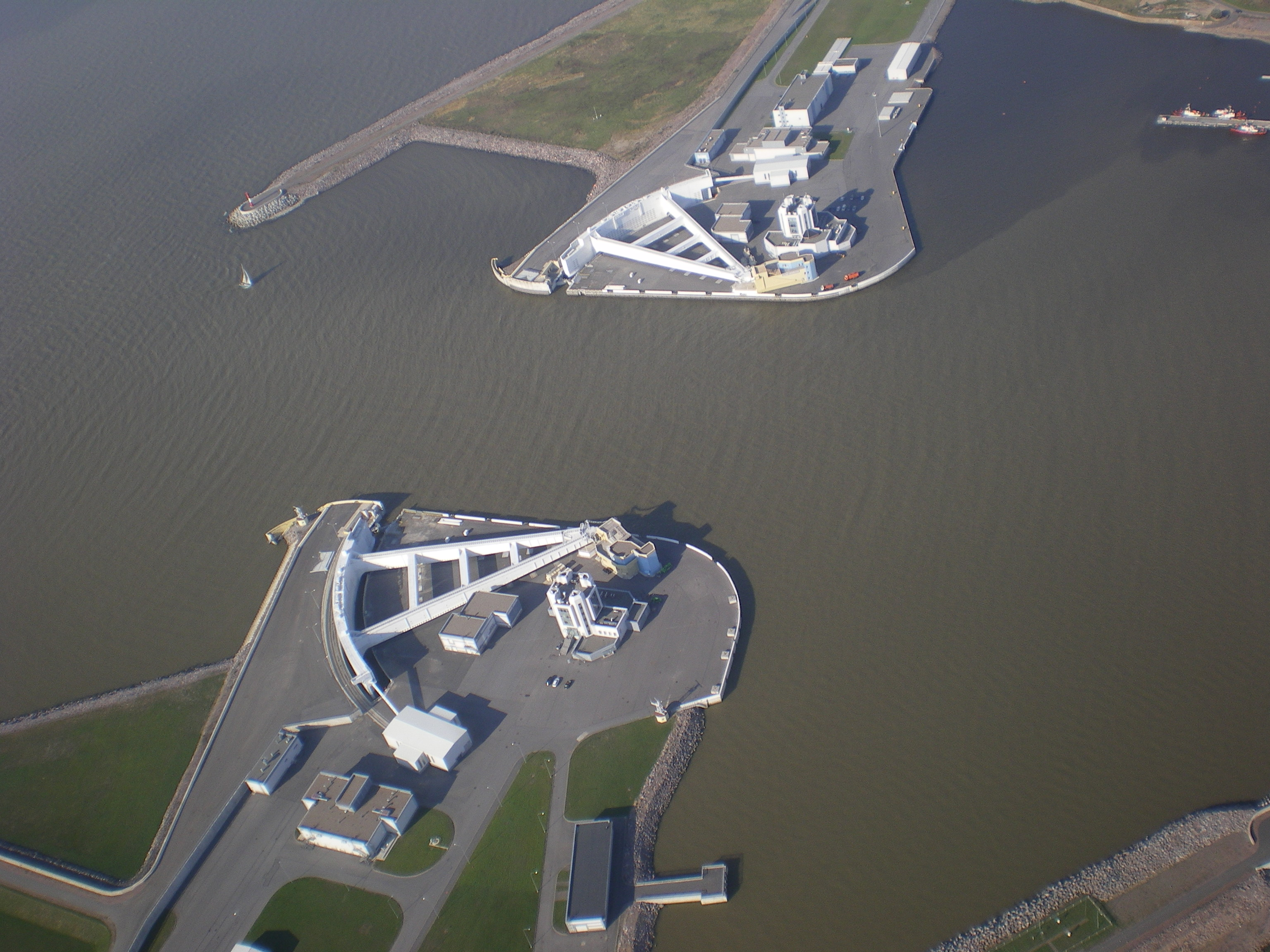
Общий вид, сентябрь 2014 г.

Судопропускное сооружение С-1 — часть комплекса защитных сооружений Санкт-Петербурга от наводнений, предназначено для пропуска судов водоизмещением до 100 тысяч тонн. Официальный ввод в эксплуатацию судопропускного сооружения состоялся в августе 2011 года, первое закрытие ворот для предотвращения нагона воды — 28 ноября 2011 года.

## Основные характеристики
Судопропускное сооружение представляет собой канал длиной 273 м, шириной 200 метров и глубиной на пороге 16 метров. Для перекрытия судоходного канала предназначены два плавающих сегментных затвора (батопорта), каждый длиной 125 м и высотой 21,5 м. Положение затворов контролируется двумя горизонтальными стальными рамами длиной 120 м, которые закреплены в центре на шарнире с внутренним диаметром 1,5 м. Перемещение батопортов в канал и из него осуществляется специализированными локомотивами.
В открытом состоянии батопорты находятся в сухих доковых камерах. При угрозе наводнения доковые камеры, в которых находятся затворы, заполняются водой, батопорты всплывают и выдвигаются в середину канала. Достигнув центра, затворы начинают наполняться водой и под своей тяжестью начинают медленно опускаться на дно порога. Таким образом преграждается путь для дальнейшего продвижения балтийской нагонной волны к Санкт-Петербургу. Для перекрытия судоходного канала требуется 45 минут, для затопления батопортов на пороге и полного перекрытия канала — 25 минут.
Под судоходным каналом проходит подземный шестиполосный автомобильный тоннель Кольцевой автодороги Санкт-Петербурга общей длиной 1961 м. Самая нижняя точка тоннеля расположена на отметке минус 28 м.

## История
В первоначальном проекте планировалось установить откатные ворота с наклонной гранью, снижающей ледовые и волновые нагрузки, но по требованию заказчика для удешевления проекта было решено использовать в качестве затворов плавающие батопорты. Также рассматривался вариант с мостовым переходом для окружной дороги, но от него впоследствии отказались из-за необходимости круглосуточного пропуска морских судов в порт Санкт-Петербурга.
Строительство было начато в 1980-е годы и продолжено после перерыва в августе 2006 года. 14 апреля 2008 года в торжественной обстановке началось затопление канала, которое завершилось спустя месяц.
Торжественное открытие судоходного канала для движения судов состоялось 7 октября 2008 года, в ходе которого через С-1 прошло первое судно, которым стал паром «Георг Отс» рейса Санкт-Петербург — Калининград.
22 ноября было завершено перекрытие старого судоходного канала.
В марте 2009 года в ледовой обстановке было запланировано испытание затворного механизма.
Испытания прошли успешно и в начале августа 2010 года ЦКБ «Рубин» объявил о полной готовности к работе всех механизмов защиты от наводнений.
Первое закрытие ворот С-1 в составе КЗС Санкт-Петербурга для предотвращения нагона воды в Невской губе произошло 28 ноября 2011 года.

## Морской канал Санкт-Петербурга
Через судопропускное сооружение С-1 проходит глубоководный фарватер, проложенный от Санкт-Петербурга через Невскую губу, и позволяющий проход крупнотоннажных судов из Финского залива Балтийского моря в городской порт. Канал состоит из участков, официально называемых Большим Корабельным фарватером (фарватер № 1), Кронштадтским Корабельным фарватером и Санкт-Петербургским морским каналом. Их общая суммарная протяженность от западной границы акватории до причалов порта составляет 61 км. Через С-1 проходит Кронштадтский Корабельный фарватер, к западу он имеет ширину 150 м, глубину от 14 до 16 м, к востоку — ширину от 80 до 100 м, глубину от 11,8 до 14 м.

## Фотографии

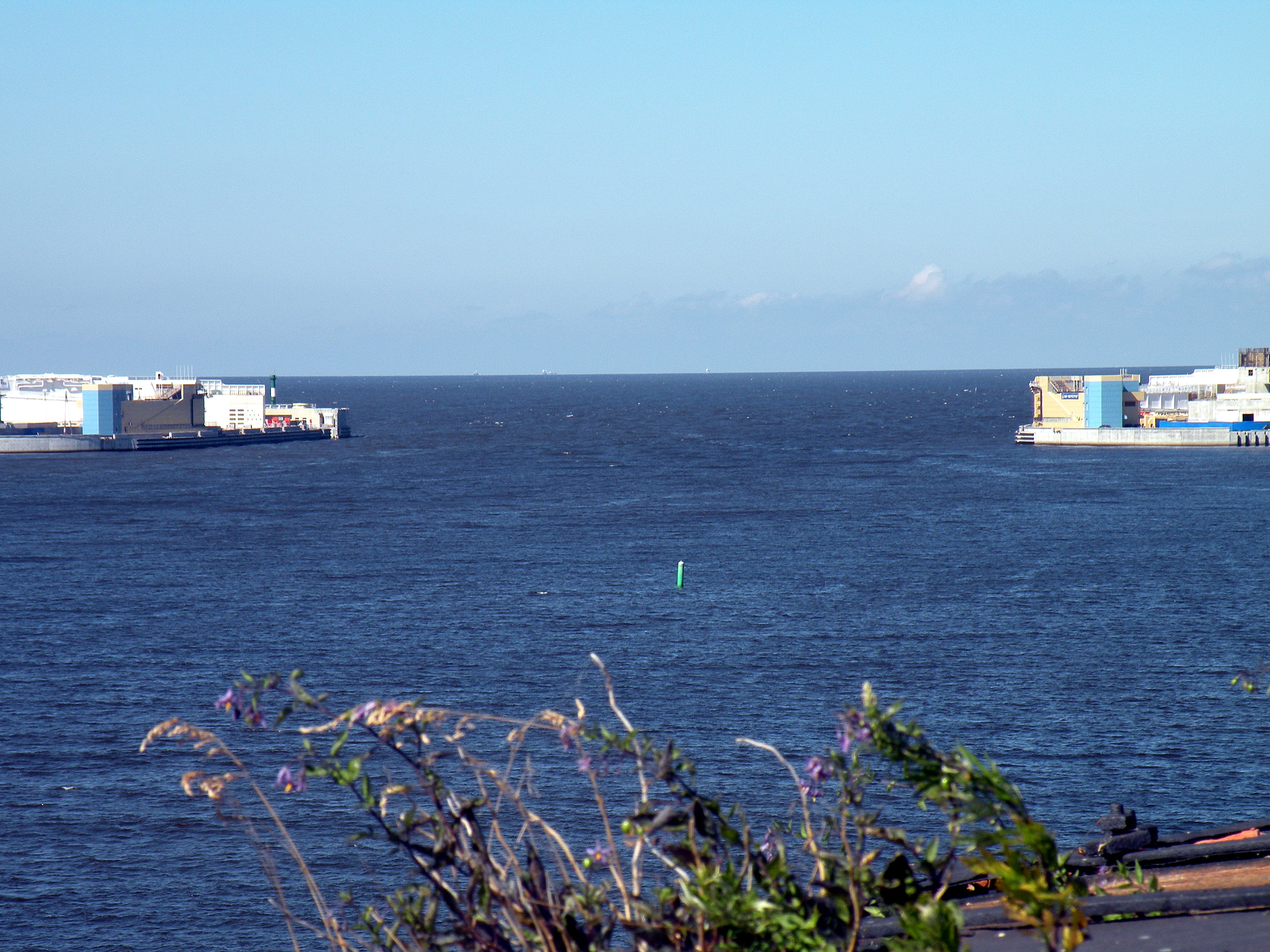
Выход с Кронштадтского рейда, июль 2010 года
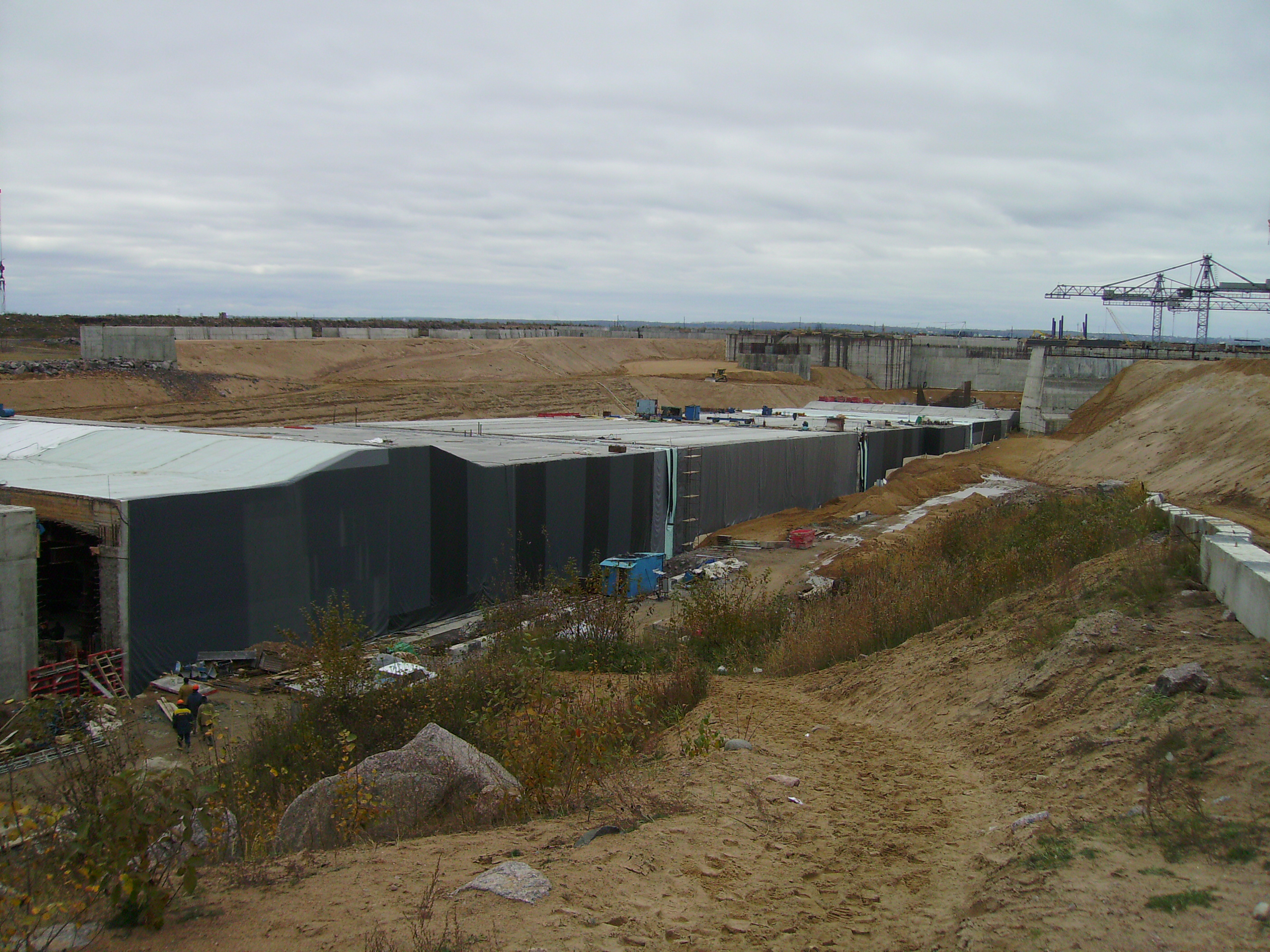
Строящийся подводный тоннель под судопропускным сооружением. 14.10.2007
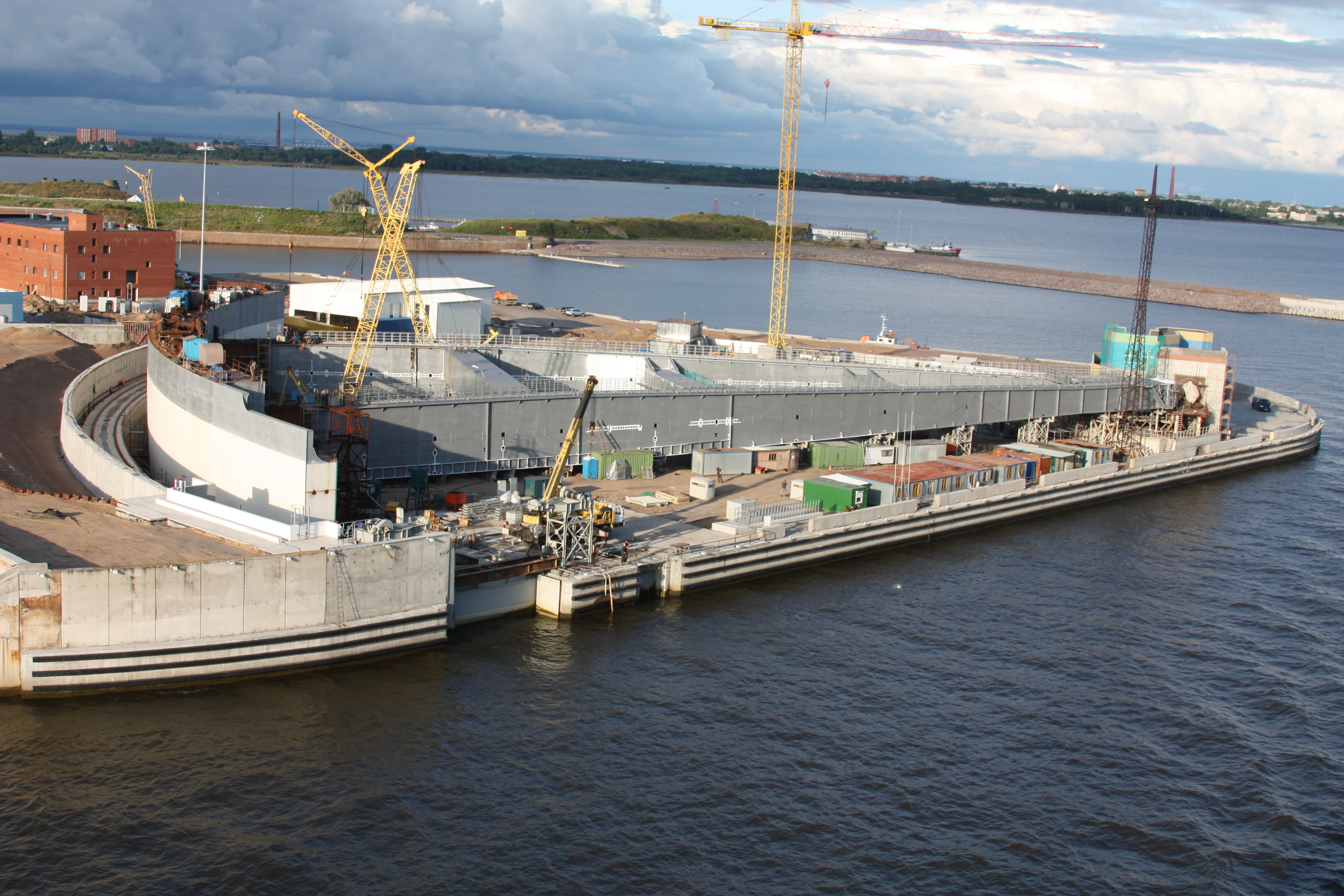
Батопорт судопропускного сооружения С-1. Завершение строительства
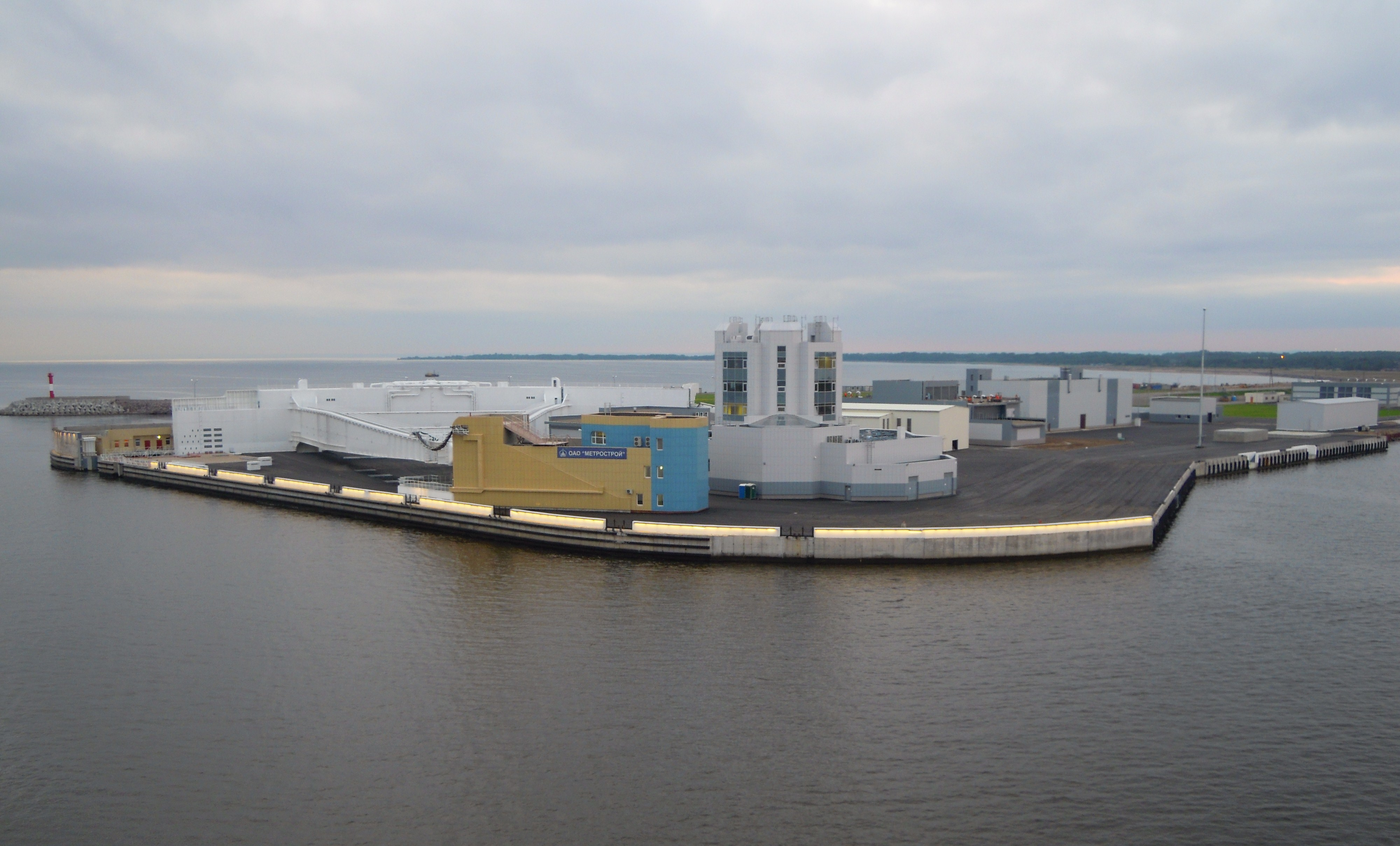
Вид сбоку